# Observatoire de Latting

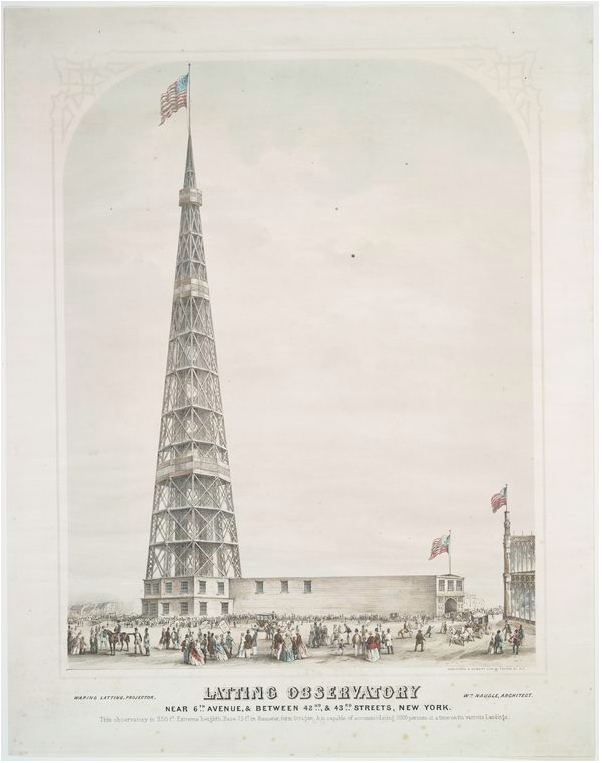
L'observatoire de Latting.

L'observatoire de Latting (Latting Observatory en anglais) est une tour en bois construite dans le cadre de l'exposition universelle de 1853 à Manhattan, dans la ville de New York, aux États-Unis. Elle était située sur la 42e rue, entre la Cinquième et la Sixième Avenue.
La tour contenait le premier ascenseur pour passagers des États-Unis. Ce dernier fonctionnait à vapeur et portait les passagers jusqu'aux premier et deuxième étage. La hauteur originale de la tour (96 mètres) est réduite en 1854. La tour est détruite dans un incendie en 1856. La tour a maintenu le record de la construction la plus haute de New York jusqu'à l'arrivée du New York World Building en 1890.
La tour porte le nom de son concepteur, Waring Latting.
Elle a été une inspiration pour la Tour Eiffel,.